# 青龙镇遗址

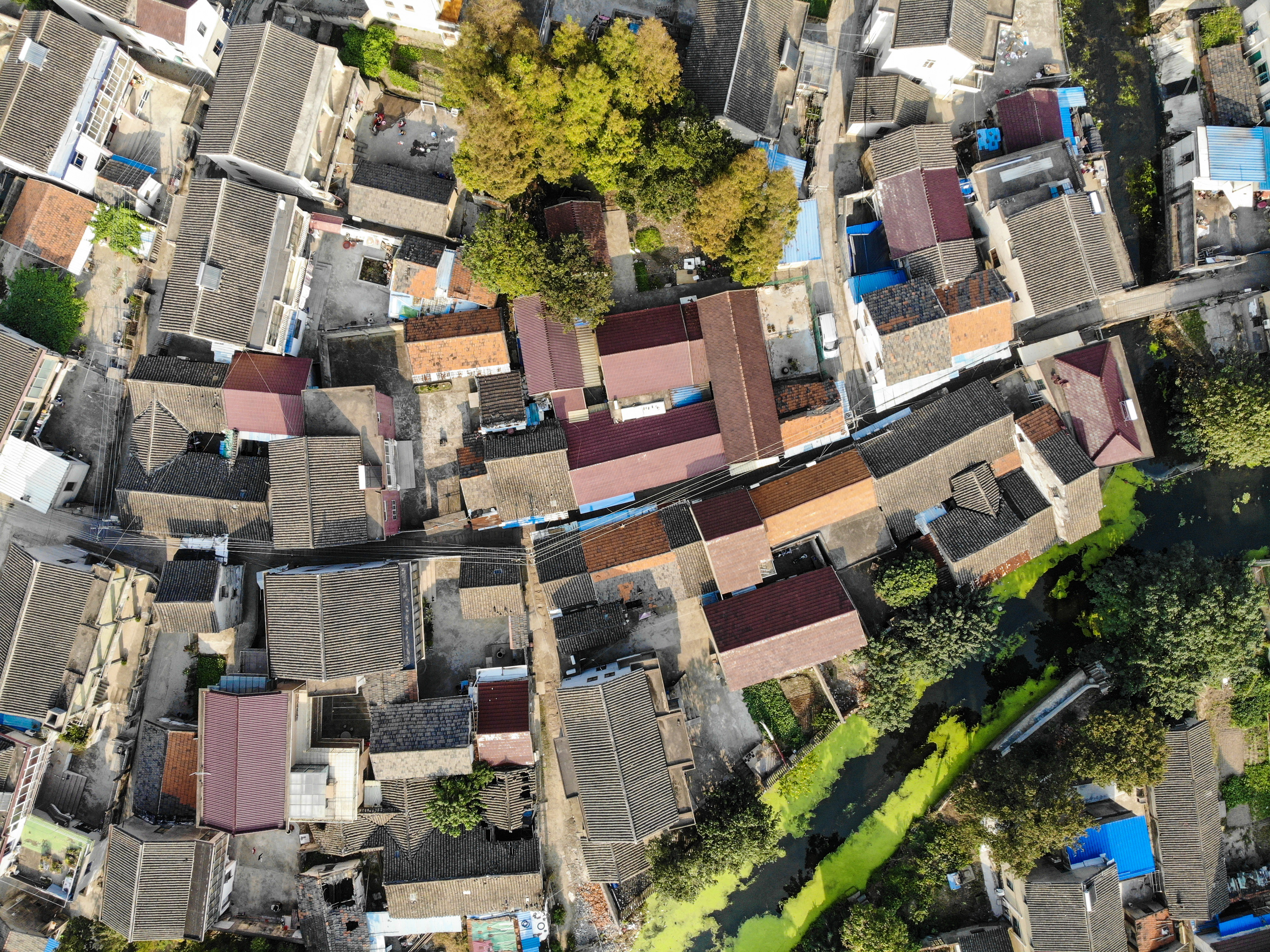
旧青浦集镇，为当年青龙镇核心镇区的残留，今街面依然用宋代武康石铺地

青龙镇遗址，位于上海市青浦区白鹤镇，是一处唐宋时期的近海古镇遗址。2019年10月7日，青龙镇遗址被列为第八批全国重点文物保护单位。

## 遗址范围
青龙镇遗址范围包括上海市青浦区白鹤镇东部的青龙村、塘湾村、鹤联村、白鹤村、重固镇北部的章堰村、新丰村、徐姚村，小部分位于嘉定区安亭镇的黄渡社区老街区:24-25。青龙镇唐宋时期文化层集中分布在北起白鹤镇鹤联村仓桥东，南至重固镇新丰村朱家墩，沿通波塘两岸东西约200米的范围内，南北长3.2公里，东西最宽1.2公里，最窄0.4公里，面积1.86平方公里:61。地面文物建筑有吉云禅寺塔（青龙塔）。

## 建置沿革
唐天宝五载（746年）置青龙镇，属昆山县。天宝十载（751年），改隶华亭县:24。宋政和四年（1114年），改名通惠镇，建炎元年（1127年）复名青龙镇。明嘉靖二十一年，建青浦县，县治设在青龙镇，以镇廨为县署。嘉靖三十二年废青浦县，万历元年复设青浦县，迁县治于唐行镇，青龙镇更名旧青浦镇。清雍正二年至乾隆八年属福泉县。

## 出土文物图集

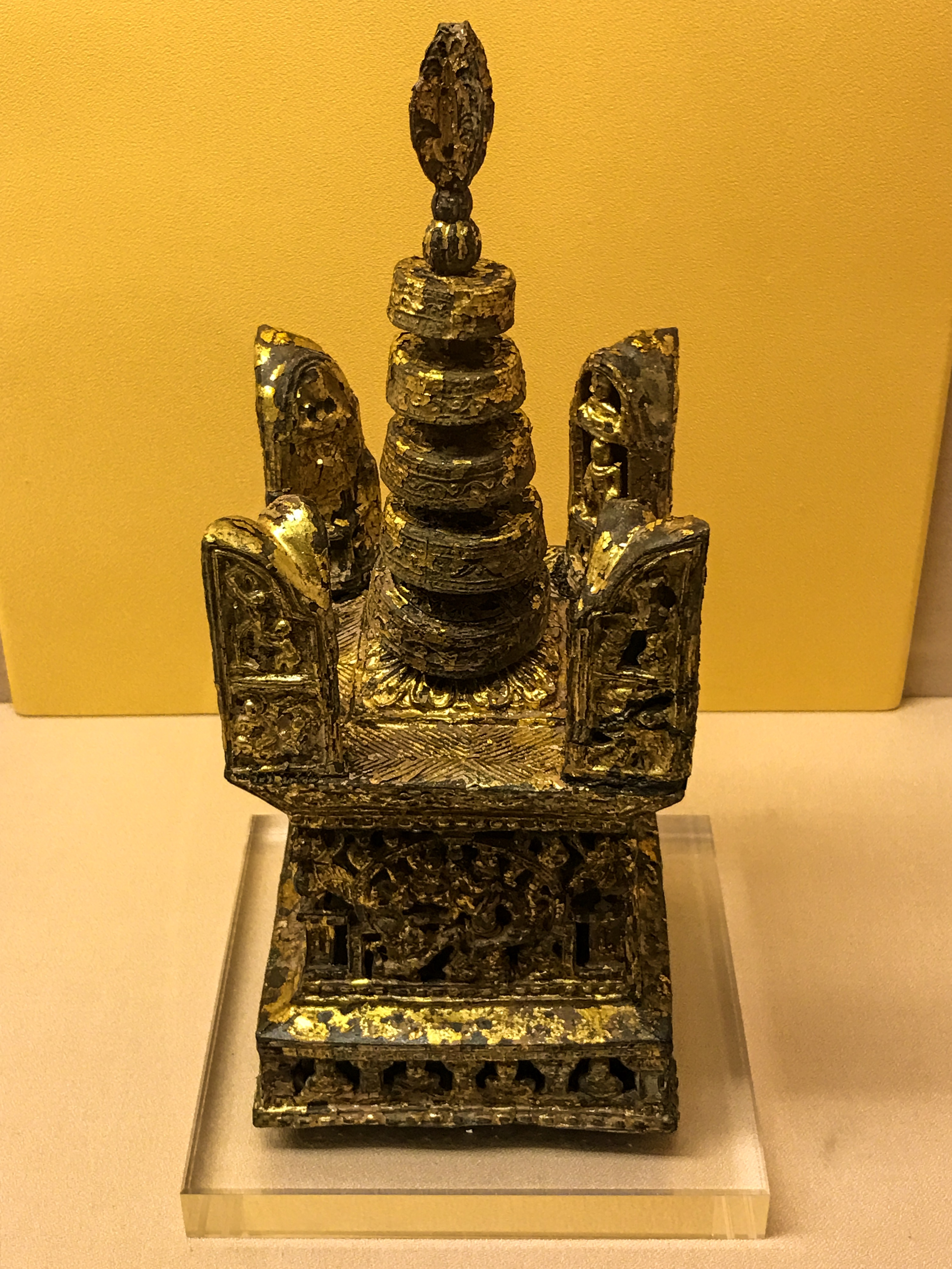
北宋铅贴金阿育王塔，2016年隆平寺塔地宫出土
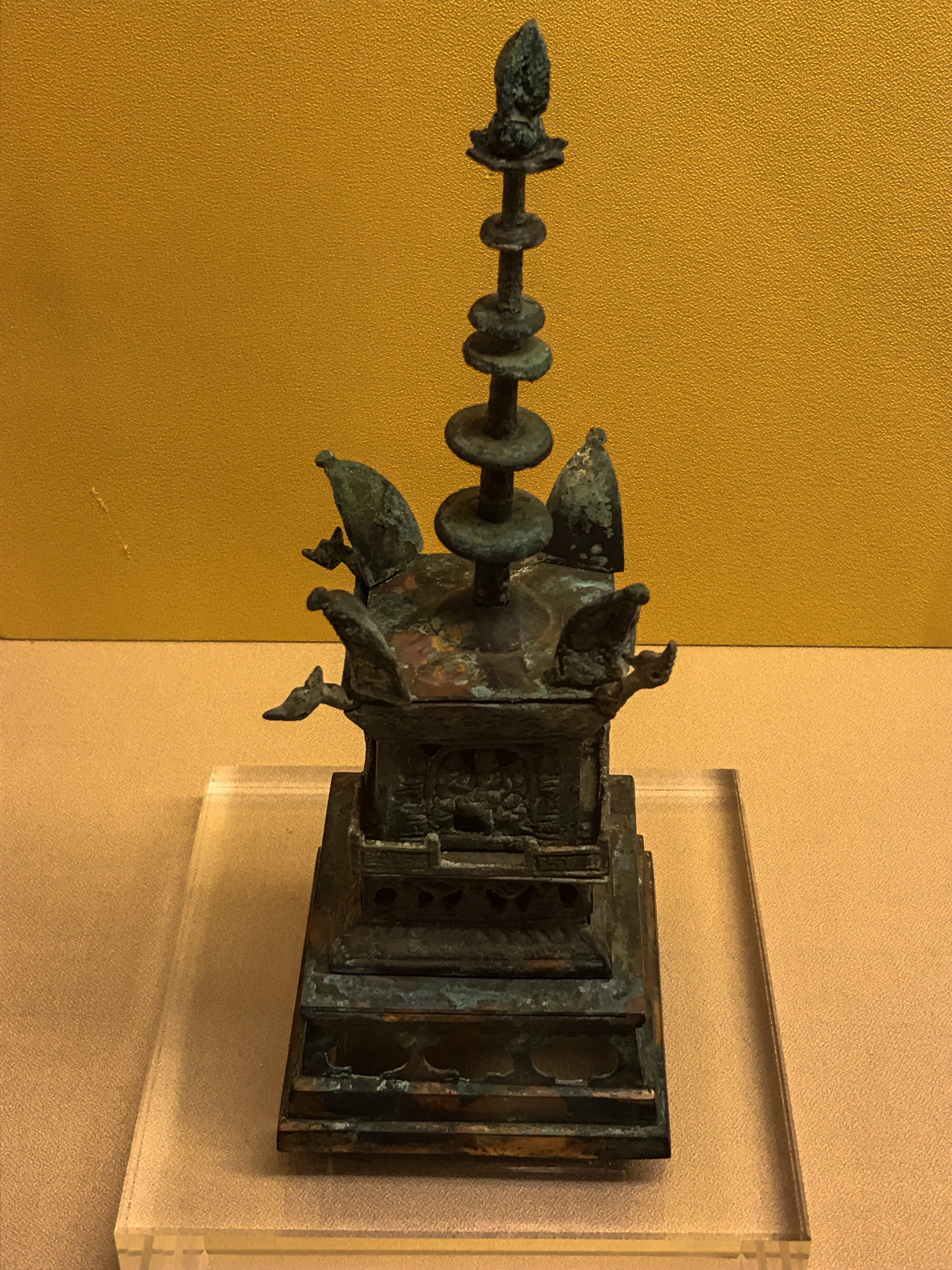
北宋铜阿育王塔，2016年隆平寺塔地宫出土
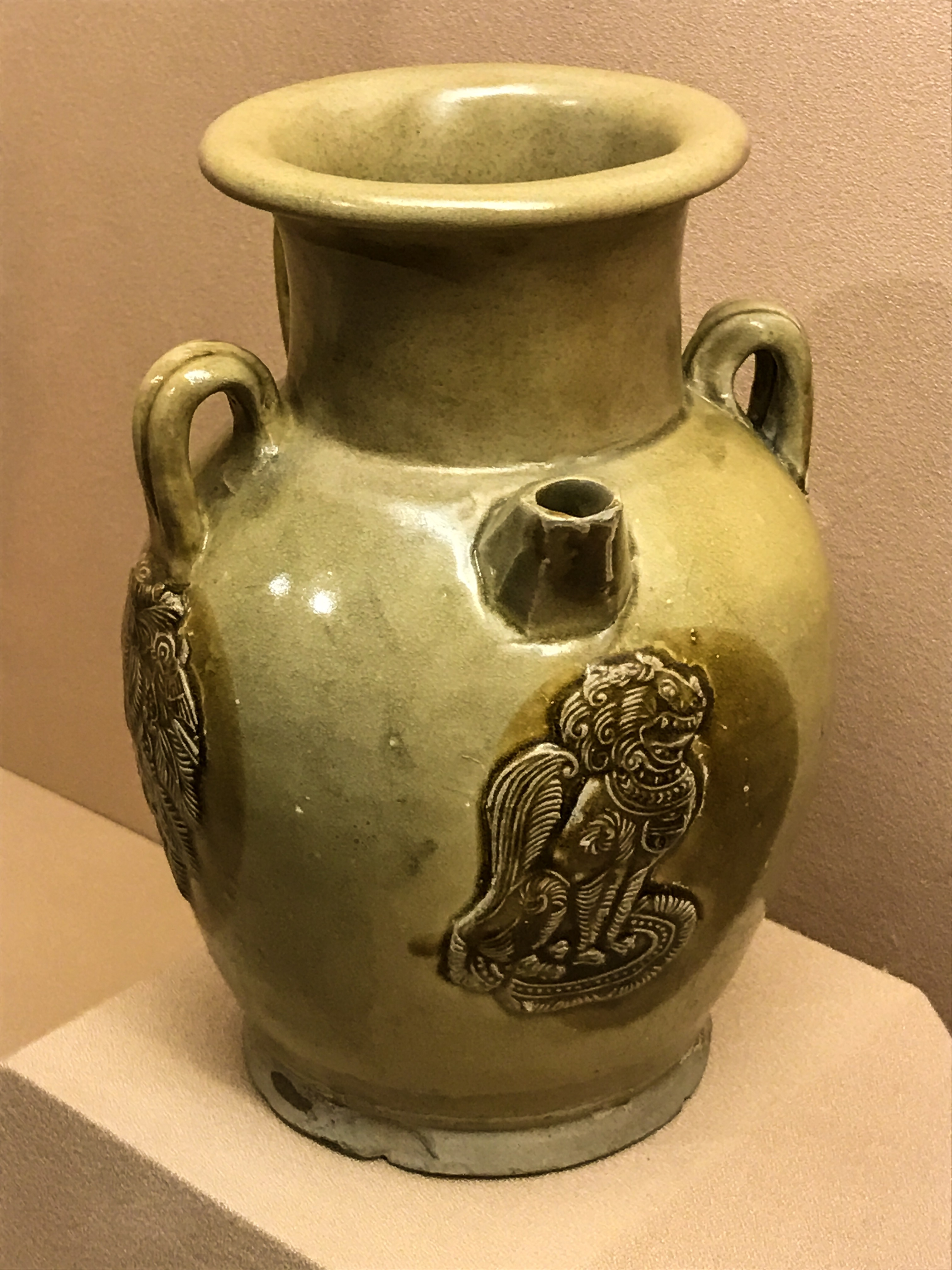
唐长沙窑青釉褐彩雄狮纹执壶，1988年青龙镇遗址出土
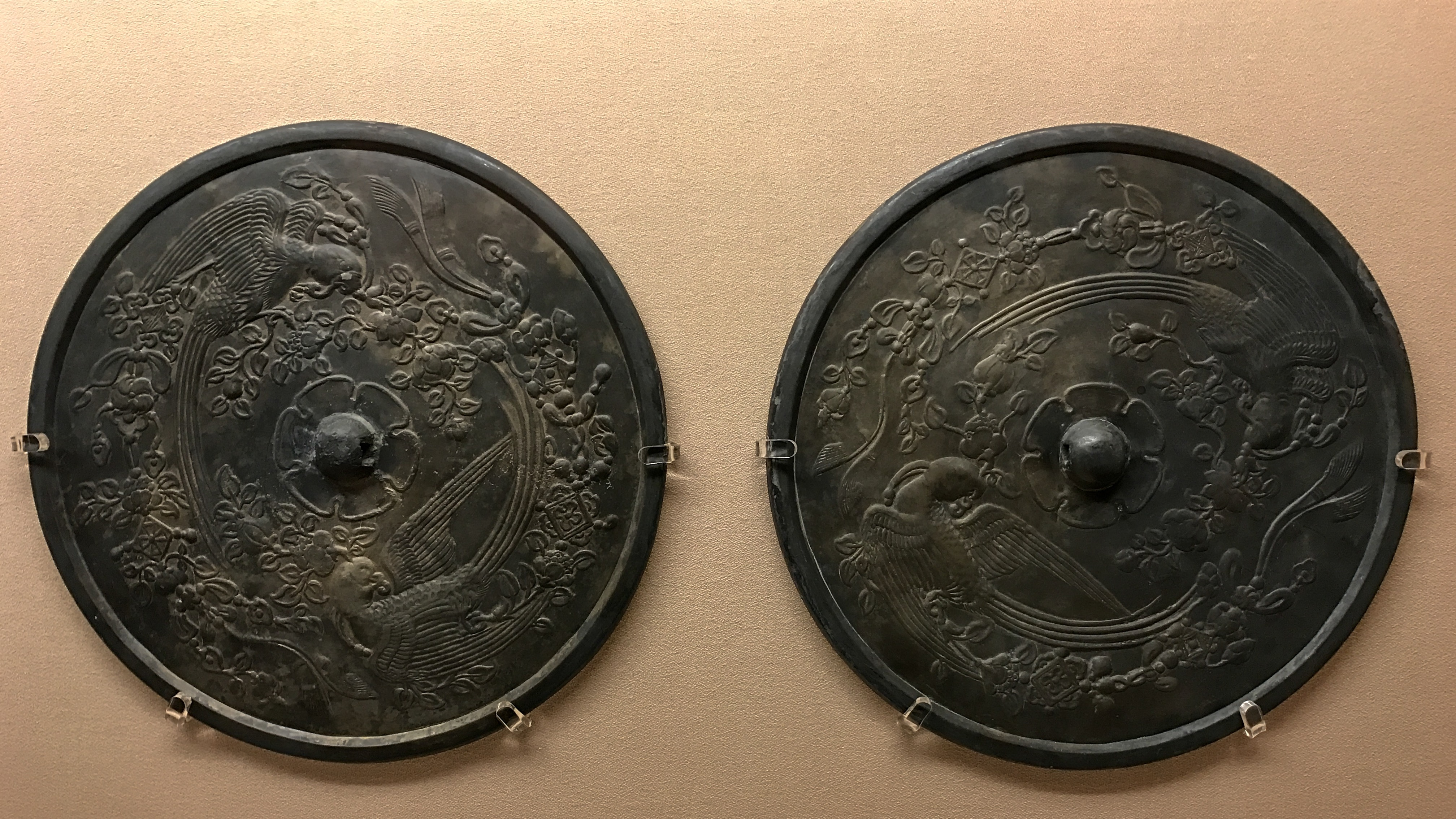
唐鹦鹉衔枝绶带纹铜镜，2012年青龙镇遗址出土
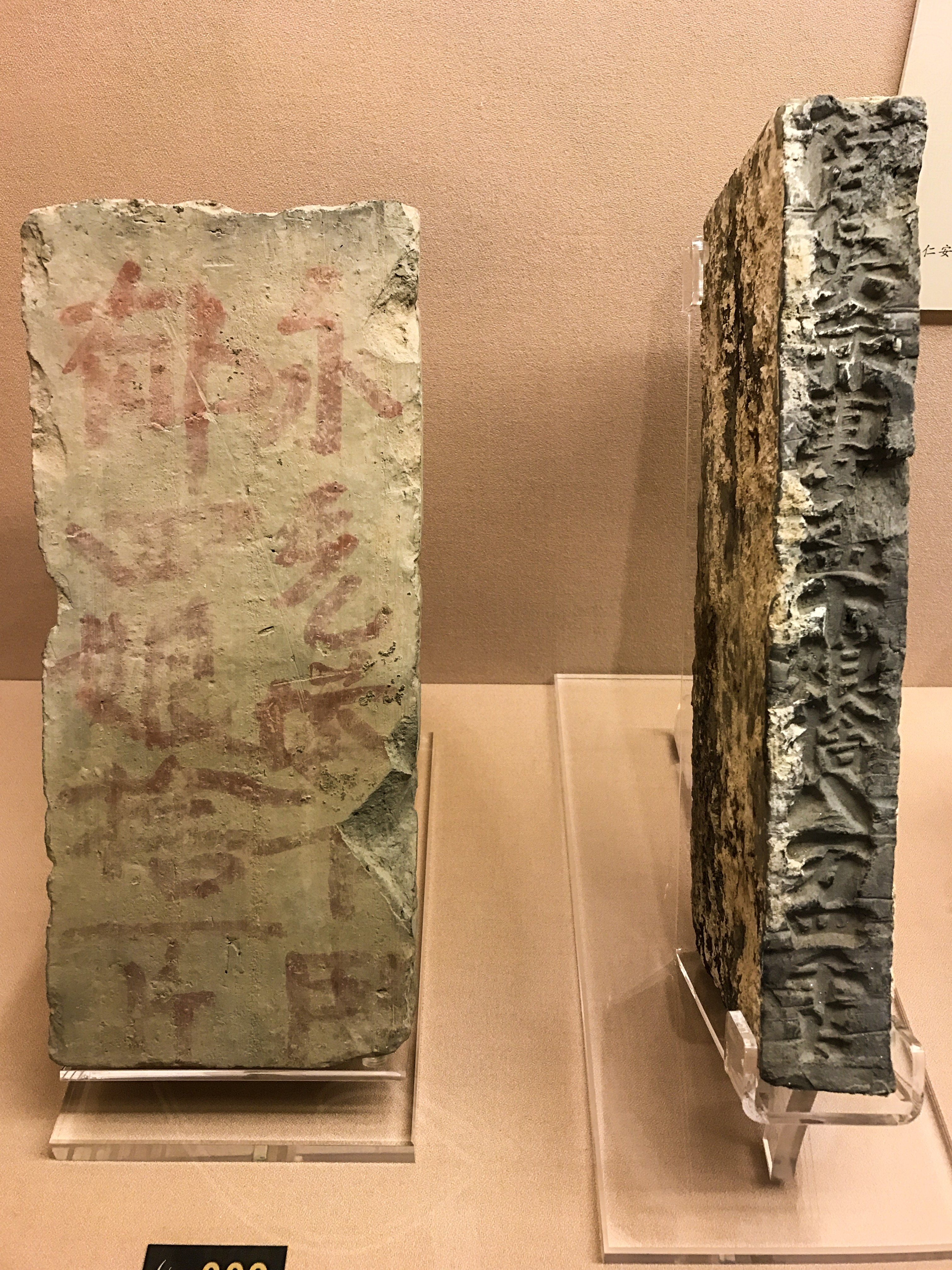
北宋“郁四娘舍一片永充塔下用”朱书砖、“陸仁安并妻孟十娘舍八万四千片”模印阴文砖，2015年隆平寺塔基出土
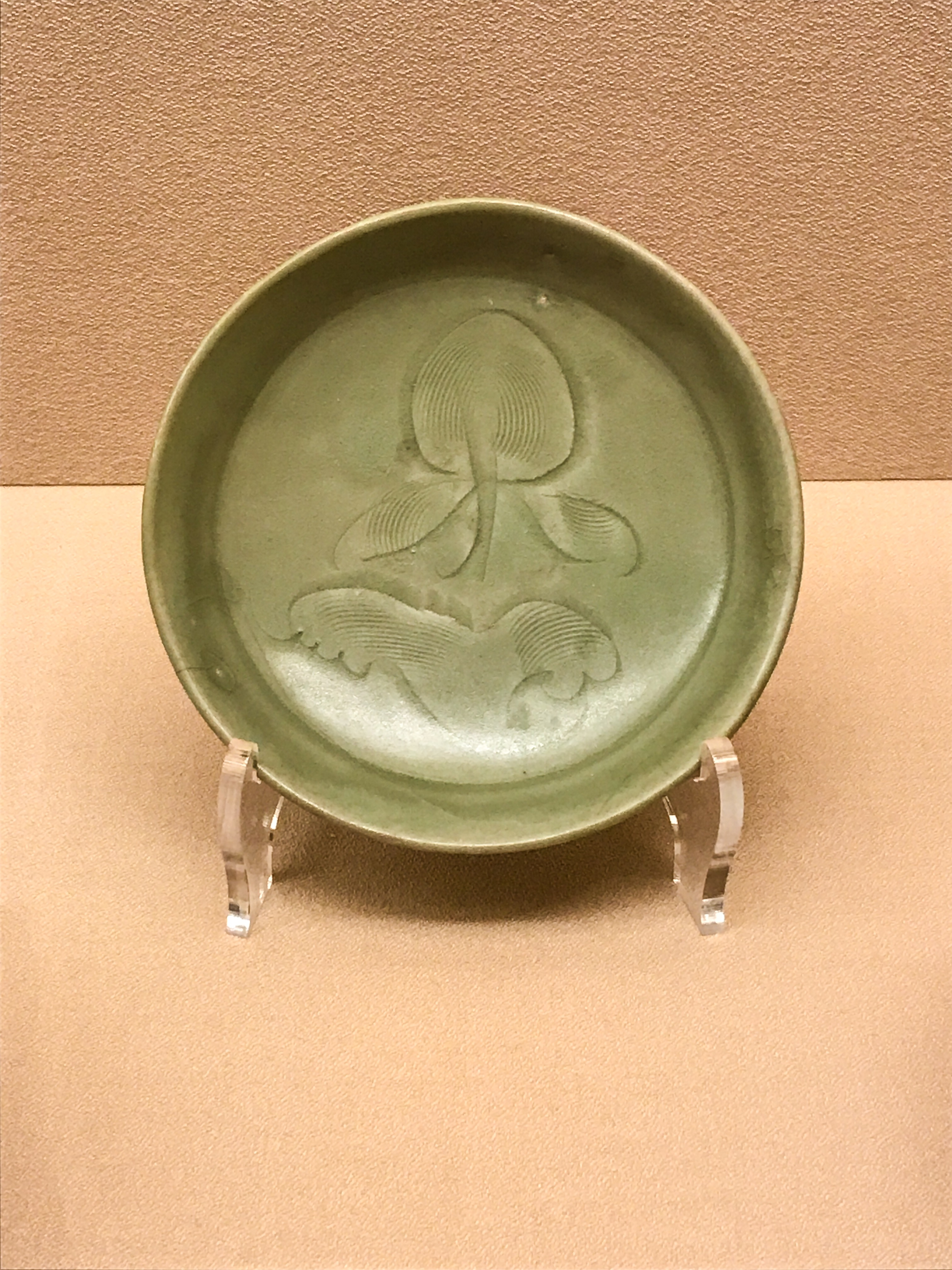
南宋龙泉窑青釉碟，2015年青龙镇遗址出土
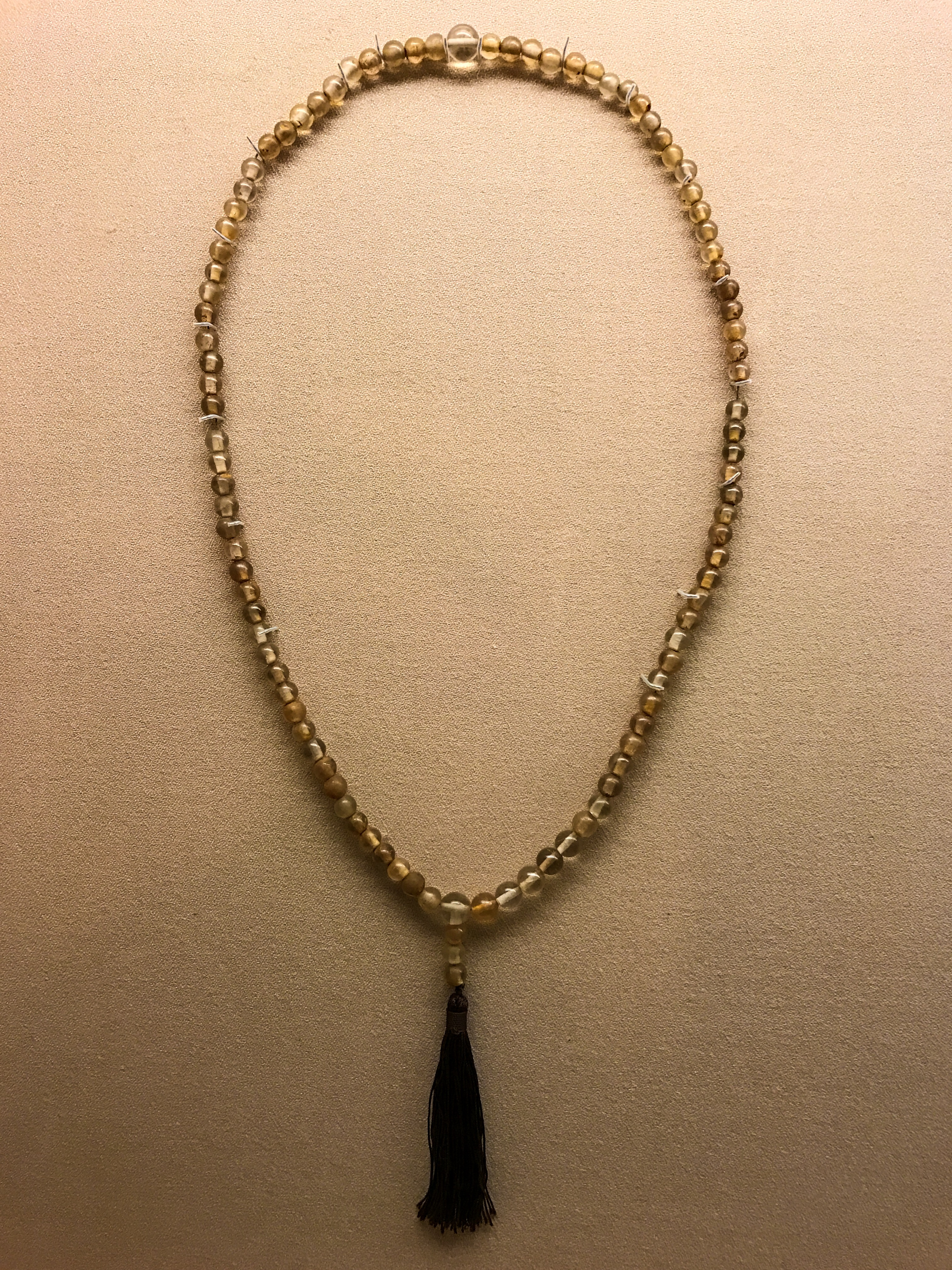
北宋水晶念珠，2016年隆平寺塔地宫出土
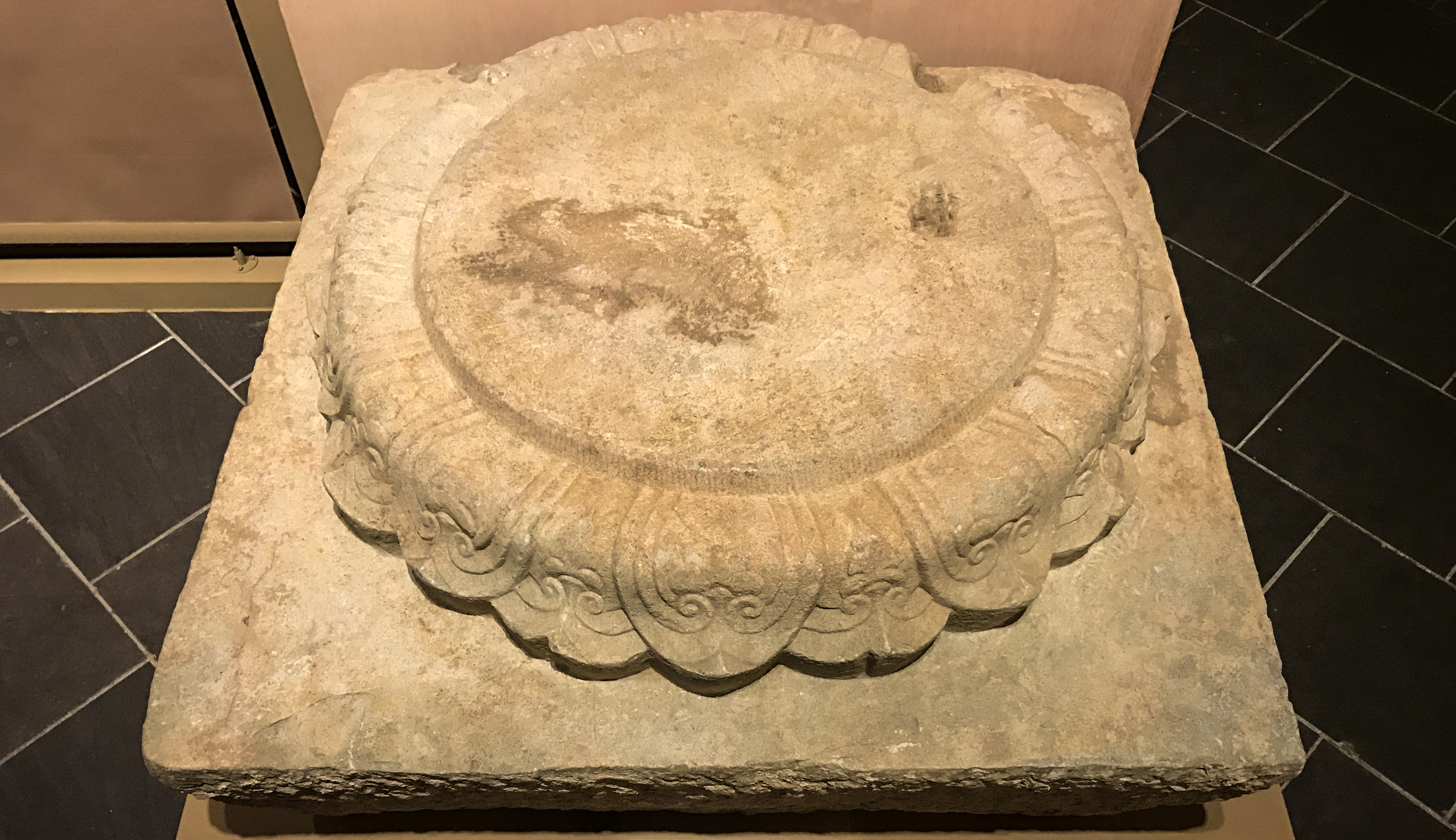
青石宝装莲花柱础，2015年隆平寺塔出土